# Ревицки, Габор
Габор Ревицки (венг. Reviczky Gábor; род. 23 марта 1949, Татабанья) — венгерский актёр театра, кино, телевидения и озвучивания.

## Биография
С 1969 по 1973 год Габор учился в академии театра и кино в Будапеште. В 1974 году дебютировал в кино. За свою актёрскую карьеру снялся в 125 фильмах и телесериалах. Также играл в Национальном театре, театре комедии и других.
Озвучивал персонажей в венгерской версии мультфильмов «Планета сокровищ» (2002), «Мадагаскар» (2005), «Тачки» (2006), «Сезон охоты» (2006), «Шрек Третий» (2007), «Ловушка для кошек-2» (2007), «Сезон охоты 2» (2008), «Мадагаскар 2» (2008), «Пингвины из Мадагаскара» (2008), «Вольт» (2008), «Сезон охоты 3» (2010) и других.
Переозвучивал персонажей актёров Роберта Де Ниро, Джека Николсона, Клинта Иствуда, Томми Ли Джонса, Моргана Фримена и других.

## Личная жизнь
Был женат на актрисе Кати Шир. 6 декабря 1986 года у пары родилась дочь Нора. Во второй раз Габор женился на Кристине Ревицки. У них есть сын Жомбор (род. 1998).

## Избранные театральные работы
- Гамлет — Клавдий
- Сон в летнюю ночь — Пигва
- Много шума из ничего — Кизил

## Избранная фильмография
| Год       |   | Русское название          | Оригинальное название | Роль            |
| --------- | - | ------------------------- | --------------------- | --------------- |
| 1982      | ф | Глядя друг на друга       | Egymásra nézve        | Фиала           |
| 1982      | ф | Без паники, майор Кардош! | Csak semmi pánik...   | полицейский     |
| 1985      | ф | Мата Хари                 | Mata Hari             | Гисен           |
| 1991—1993 | с |                           | Familia Kft.          | Alföldi         |
| 2000—2003 | с | Люди!                     | Pasik!                | Сани            |
| 2001      | ф | Стеклянный тигр           | Üvegtigris            | Габен           |
| 2004      | ф | Венгерский странник       | Magyar vándor         | король Бела III |
| 2006      | ф | Стеклянный тигр 2         | Üvegtigris 2          | Габен           |
| 2006—2007 | с |                           | Szeszélyes            | разные роли     |
| 2010      | ф | Стеклянный тигр 3         | Üvegtigris 3          | Габен           |
| 2015      | ф | Лиза-лиса                 | Liza, a rókatündér    | полковник       |
| 2015      | с |                           | Kossuthkifli          | советник        |
| 2015      | с |                           | Butiquehotel          | разные роли     |
| 2017      | с | Наша маленькая деревня    | A mi kis falunk       | ветеринар       |

## Награды и номинации
- Памятное кольцо Hegedűs Gyula (1984, 2010)[8]
- Премия имени Мари Ясаи (1986)
- Приз Андора Айтаи (1997, 2010)
- Альтернативная премия Кошута (2007)
- Приз Евы Рутткаи (2009)
- Золотая медаль (2010)
- Премия имени Кошута (2012)
- Премия Клари Тольнаи (2014)[9][10]